# Aenictus binghami
Aenictus binghami é uma espécie de formiga do gênero Aenictus.